# فرودگاه کلمته فالز
فرودگاه کلمته فالز (به انگلیسی: Klamath Falls Airport) (به زبان بومی: Kingsley Field) یک فرودگاه همگانی با کد یاتا LMT است که یک باند فرود آسفالت و بتن دارد و طول باند آن ۳۱۴۰ متر است. این فرودگاه در شهر کلمته فالز، اورگن کشور ایالات متحده آمریکا قرار دارد و در ارتفاع ۱۲۴۸ متری از سطح دریا واقع شده است.